# 中华人民共和国公安部
中华人民共和国公安部，简称公安部，是中华人民共和国国务院主管全国公共安全工作的组成部门。公安部前身是1949年10月成立的中央人民政府公安部，1954年9月改为现名。

## 沿革

### 建国之前
清末光绪三十一年（1905年），设巡警部，置尚书，左侍郎、右侍郎各一人，设警政、警法、警保、警学、警务五司，首任尚书徐世昌。光绪三十二年（1906），更名民政部，置尚书，左侍郎、右侍郎各一人，设民治、疆里、营缮、卫生、警政五司。宣统元年（1909年），定习艺所及消防队员额（如前所列）。宣统三年（1911），改尚书为大臣，侍郎为副大臣。中华民国建立后，南京临时政府设内务部，此后北京临时政府亦设内务部，取代了清政府的民政部，首任内务部部长赵秉钧。1927年，国民政府迁都南京，改内务部为内政部，首任部长薛笃弼；内仍设警政司，警察厅一律改称公安局。1936年沿旧称，仍名首都警察厅及各省警务处、警察局，自此成为定制。1946年8月15日将内政部原有之警政司扩充，改组为内政部警察总署。至1949年4月，中华民国政府南迁广州，厉行机构紧缩，又将警察总署缩编为警政司。

### 建国初期
1949年10月15日至11月1日，为了研究和解决公安部的组织和今后工作问题，经毛泽东和中共中央批准，在北京召开了全国公安高级干部会议(后来称为“第一次全国公安会议”)，会议分析了国内外敌情的严重情况，确定公安机关的总任务是“完全学会和敌人作隐蔽斗争，特别是同国际特务作斗争，镇压国内外敌人的一切捣乱和破坏，建立革命秩序，保卫国防，保卫建设，巩固人民民主专政”；会议期间，毛泽东、周恩来、董必武等中央领导接见了与会人员并分别作了重要指示，朱德在会上作了报告。10月30日，周恩来在接见与会人员时说“军队与保卫部门是政权的主要的两个支柱。你们是国家安危，系于一半。国家安危你们担负了一半的责任，军队是备而不用的，你们是天天要用的”；毛泽东提出“公安机关必须坚持群众路线”的方针。会议研究并经中央批准，统一设置全国各级公安部门的组织机构，各大区称公安部，设部长、副部长，下设政治保卫处、经济保卫处、治安行政处、人事处、财务处和办公室、公安干部学校，共五处一室一校。10月19日，中央人民政府任命罗瑞卿为公安部长，杨奇清为副部长。11月1日，公安部启用印信。11月5日举行了“中央人民政府公安部成立大会”，罗瑞卿讲话。
1949年11月，中央人民政府公安部设办公厅、一局（政治保卫局）、二局（经济保卫局）、三局（治安行政局）、四局（边防保卫局）、五局（武装保卫局）、六局（人事局）等六局一厅。
1950年，增加七局（技术局）、八局（警卫局）。1950年10月16日至21日召开第二次全国公安会议，传达贯彻中央关于镇压反革命的指示，部署在全国范围内开展镇压反革命运动。1951年5月10日至5月15日召开第三次全国公安会议，总结贯彻“双十指示”以来镇反运动的情况，贯彻中央谨慎收缩方针，部署当前斗争任务。
1953年4月，以六局（人事局）为基础组建政治部，设立新的六局（文化保卫局），新设立九局（中央警卫局）、十局（交通保卫局）、十一局（劳动改造工作局）。
1954年11月，增加十二局（人民防空局）。
1955年12月，一局（政治保卫局）分为一局（帝特侦察局）、二局（国特侦察局），二局（经济保卫局）分为基本建设保卫局（十三局）、工业保卫局（十四局）、财经贸易保卫局（十五局）。增加十六局（武装民警局）、十七局（消防局）、十八局（机关事务管理局）、十九局（预审局）、二十局（侦察技术局）、二十一局（档案局）、二十二局（原子能保卫局）。
1956年2月，增加二十三局（农村治安保卫局）。是年11月，撤销二十三局。
1957年3月18日，经国务院批准，公安部调整部分组织机构：档案局（二十一局）并入办公厅；帝特侦察局（一局）、国特侦察局（二局）合并为政治保卫局（一局）；基本建设保卫局（十三局）和工业保卫局（十四局）合并，仍称工业保卫局（二局）；部直属一处、二处并入技侦局（二十局）。
1958年12月2日，经国务院批准，公安部将财贸保卫局（十五局）与工业保卫局（二局）合并为经济保卫局（二局），机关事务管理局（十八局）合并到办公厅，撤销人民防空局（十二局）；九局（中南海警卫局）的建制拨给中共中央办公厅（番号仍保留）；已拨给军委的四局（边防局）、七局（技术局），不再保留公安部的番号。同时，十六局（武装民警局）改为四局，十七局（消防局）改为七局，十九局（预审局）改为十四局，二十局（技术侦察局）改为十二局，二十二局（原子能保卫局）改为十三局。
1959年3月19日，国务院同意公安部组织机构设：办公厅，政治部，一局（政治保卫局）、二局（经济保卫局）、三局（治安管理局）、四局（武装民警局）、五局（武装保卫局，建制在解放军总政治部）、六局（文化保卫局）、七局（消防局）、八局（警卫局）、九局（中南海警卫局，建制在中央办公厅）、十局（交通保卫局）、十一局（劳改工作局）、十二局（技术侦察局）、十三局（原子能保卫局）、十四局（预审局）。行政编制1540人。
1960年10月，公安部十三局（原子能保卫局）撤销，其业务并入二局（经济保卫局）。1961年2月20日，公安部预审局的序号由“十四局”改为“十三局”。
1964年1月27日，经国务院批准，公安部机构设置为：办公厅、一局（政治保卫局）、二局（经济保卫局）、三局（治安管理局）、四局（原子能保卫局）、五局（武装保卫局，建制在解放军总政治部）、六局（文化保卫局）、七局（消防局）、八局（警卫局）、九局（警卫局，建制在中央办公厅）、十局（交通保卫局）、十一局（劳改局）、十二局（技侦局）、十三局（预审局）、政治部。4月18日，经国务院批准，公安部八局和九局合并为九局，又称中共中央办公厅警卫局。
1965年3月，中共中央决定加强公安政治工作，公安部政治部机构升格，配备副部级专职政治部主任。原政治部下设的处级机构改为局级机构，设一室五部：办公室、组织部、宣传部、干部部、干部训练部、直属工作部。各部部长配备局级干部。
1966年1月28日，经中共中央批准，撤销公安部四局（原子能保卫局）。原子能保卫工作由第二机械工业部负责，公安部在业务上予以指导。
文革初期，公安部领导班子：部长谢富治，常务副部长徐子荣，副部长杨奇清、汪金祥、严佑民、于桑、刘复之、凌云，政治部主任尹肇之（副部级）。

### 文革时期

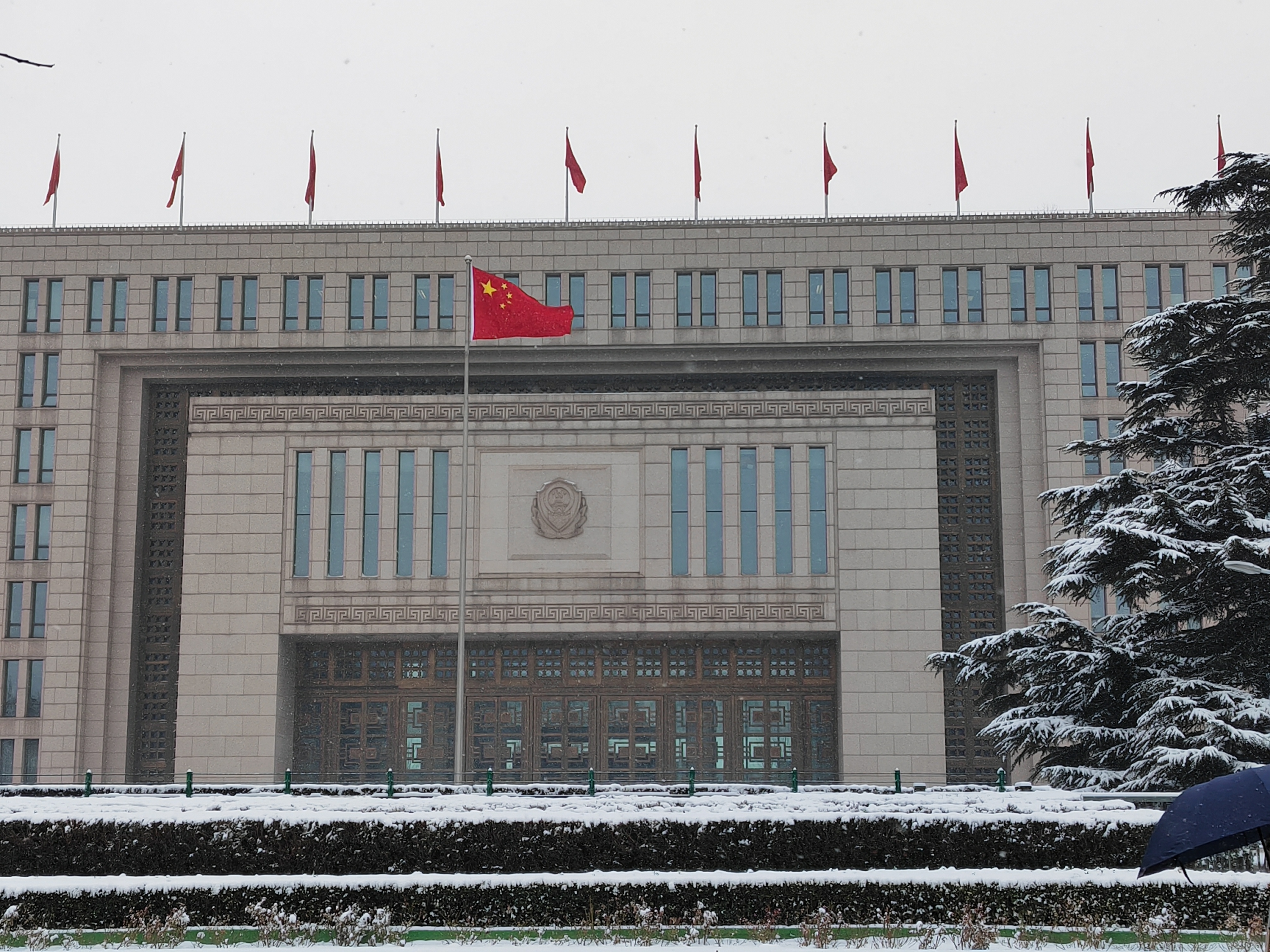
公安部机关大楼雪景

1967年初，调整后的公安部领导班子：部长谢富治，常务副部长李震（原沈阳军区副政委，1966年9月调公安部任常务副部长，分工负责部内全面工作），副部长有杨奇清（分管业务工作）、汪金祥（负责中央政法干校的运动）、严佑民（兼任国务院内务办公室副主任，后到第一专案办公室）、于桑（分管业务工作），政治部主任施义之（1966年12月2日由第21军政委调入，协助李震工作，主要是管政治部的运动，还分管六一小学、家属工厂的运动，及上访群众的接待）。一月风暴影响下，1967年1月下旬，在谢富治同意下，公安部各局的群众组织陆续夺了各局党政领导权，成立各局临时革委会。各局造反派在夺权后联合成立了联络站，统管全公安部的运动。常务副部长李震，分管联络站。“一月风暴”后，谢富治在党组会上明确交代：公安部同各省、市公安厅割断联系；如各省、市公安厅请示工作不要答复，由各省、市党委处理；原本直属的工厂、劳改农场、小学、印刷厂均下放。1968年春公安部成立第三专案办公室后，专案三办主任是谢富治，副主任有赵登程、曾威和施义之，所管的是专案一办、二办不管的案子和社会上发生的现行反革命案件；谢富治不在或忙于其他工作时，由李震代为处理问题；三办由主管日常工作的赵登程直接向谢富治请示汇报工作
1967年9月6日，周恩来总理批示，鉴于公安部预审局两派斗争激烈，机构瘫痪，同意公安部党组提出的由北京卫戍区接管公安部预审局（十三局）的请示。11月19日，公安部党组向中央文革小组作了《关于军事接管十三局的情况报告》。报告说，担任军事接管的同志10月27日正式进入，10月28日开始交接，11月7日基本完成（包括秦城监狱）。十三局建立军管会。原十三局的大部分同志撤出，参加公安部学习班。
1967年底，中央决定，从军队再调来了两名军职、10名师职、20名团职干部到公安部工作。空八军副军长赵登程、北京军区工程兵政委曾威参加部领导小组工作。领导小组成员由李震、于桑、曾威、赵登程和施义之组成。组长李震，副组长于桑、曾威。公安部组织机构取消局，成立了办公室、政工组、侦破组、治安组和接待组。除接待组有100多人外，其它各组只有10人左右。另有刚成立的第三专案办公室，负责专案的200多名干部。各组组长由军队干部担任。公安部干部除留下工作的，有400余名干部1968年4月集中到政法干校办学习班，转入清理阶级队伍，简称“清队”，1969年春节后下放黑龙江省集贤县笔架山办“五七”干校。原部领导干部只留下于桑。部领导分工：李震全面负责、主管学习班，曾威负责办公室、接待组，于桑负责侦破组和治安组，赵登程负责第三专案办公室，施义之分管政工组和协助李震办学习班。
1968年12月，被撤销的中华人民共和国内务部主管行政区划、城市流浪乞讨人员收容遣送等工作职责，划归公安部。
1969年1月19日，公安部向国务院报送《公安部运动情况简报》。简报说，公安部机构组织已进行了初步改革，将原来的11个厅、局合并为5个办公室（政治、行政、侦破、治安、接待办公室），编制由1200多人减为126人（含借调军队干部41人）。精简下来的1000多名干部，春节之后赴东北集贤县农场，走《“五"七”指示》的道路。3月上旬，公安部在黑龙江省集贤县笔架山农场和湖北省沙洋农场成立“五·七”战校，1000多名干部（连同部分家属、子女共计近2000人）被分别下放到两个战校劳动。
1970年7月3日，经中共中央批准，中共公安部党的核心小组和革命委员会成立。核心小组成员：李震、于桑、曾威、施义之、赵登程、刘复之、张其瑞（部办公室负责人，公安部原十一局政治处一般干部）。革命委员会成员：李震、于桑、曾威、施义之、赵登程等27人。李震任组长（此时谢富治已患癌症住院），于桑、曾威任副组长，公安部革委会主任（对外称部长）李震，副主任（对外称副部长）于桑、曾威、赵登程、刘复之、施义之。7月4日至15日公安部党的核心小组和革命委员会分别召开第一次会议，决定在革命委员会下设置五个组：（一）办事组，负责原办公厅的工作；（二）政工组，负责政治工作；（三）政保组，负责侦察、保卫工作；（四）治安保卫组，负责民警、治安、消防、劳教工作和原内务部交来的一些工作；（五）预审组，负责预审、劳改工作。11月28日，将办事组改为办公室；公安部发出《关于我部机构设置和启用印章的通知》，从12月2日起启用新印章。
1970年11月召开的第十五次全国公安会议，公安部恢复正常业务工作，李震执笔以部领导小组的名义请示毛泽东主席。毛泽东主席指示：“‘砸烂公检法’口号不科学，应该提‘公检法彻底闹革命。” 
1971年6月24日，根据第15次全国公安会议的贯彻情况，中共公安部核心小组报周恩来总理《关于调整编制、机构的请示报告》。报告说，公安部的人员编制在1968年4月干部下放时，经毛主席、党中央批准暂定为干部126人（包括调来的军队干部41人）。经过一段实践特别是全国公安会议后，随着工作的开展就感到过去暂定的编制小了，人手紧了。根据“精兵简政”的原则和实际工作需要，拟将行政编制扩大为450人（其中干部370人，工勤人员80人），占公安部原有人数的33.2％。行政机构为一室六组，即办公室、政工组、政治保卫组、治安保卫组、安全保卫组、劳改工作组、预审组。保留中央政法干校，另安排编制120人。周恩来将此报告批交国务院业务组会议审议后原则同意，但中央政法干校暂不设。9月14日、17日，中共公安部核心小组会议决定．按国务院批准的编制执行；增设警卫组，机构改为一室七组。
1971年8月17日，国务院批准公安部、交通部7月6日《关于建立交通部公安局的请示》。请示说，自1970年铁道、水运、邮政三部合并为交通部后未建立公安保卫机构，对本系统的治安保卫工作缺乏统一管理；建议交通部设立公安局，在交通部和公安部领导下，负责铁道、水运的公安保卫工作，与当地公安机关密切配合，实编55人。
1972年10月，赵登程在“九一三事件”后被拘留审查。内务部革命委员会副主任黄庆熙任公安部副部长，核心小组成员。
1973年1月8日，周恩来指示，将1967年10月由北京卫戍区接管、1969年6月移交给北京市公安局军管会管理的秦城监狱收回公安部直辖，在一个月内整顿好，并定出新的规章严格遵守，容许各省来开监管工作会议的人参观、批评和学习。1月13日，公安部开始接管秦城监狱，历时3个多月办完交接手续。
1973年10月李震去世后，周恩来总理指定施义之临时负责公安部核心小组工作。1973年11月11日，杨贵（河南省委常委兼林县县委第一书记）、祝家耀（上海市机关事务管理局负责人）任公安部核心小组成员。
1974年，中央决定严佑民、凌云任公安部副部长，核心小组成员。

### 改开初期

99式中华人民共和国人民警察帽徽。2000年正式配置，为银色浮雕质地，2000年前帽徽同警徽

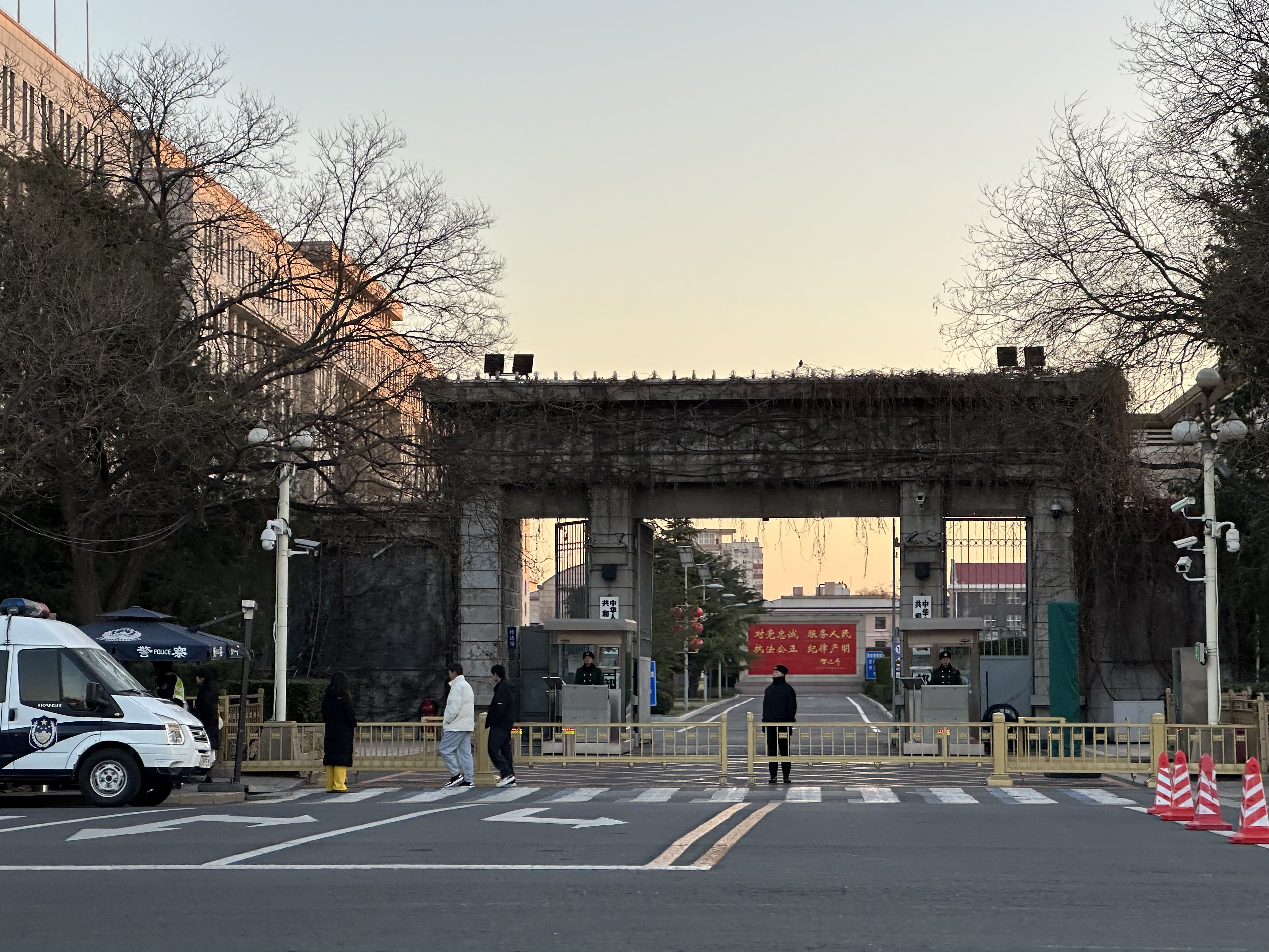
中华人民共和国公安部机关大门

1979年9月15日，公安部通知：将公安部政策研究室改为政策法律研究室。
1980年9月15日，公安部成立劳动教养工作管理局（十五局）。
1983年4月5日，中国人民武装警察部队总部正式成立。公安部武装民警局（六局）同时撤销。
1983年4月19日，中央纪律检查委员会通知公安部党组，根据党章规定，中央纪委常委决定向公安部派驻纪律检查组。6月16日，公安部发出通知，自即日起，正式用“中共中央纪律检查委员会驻公安部纪律检查组”印章对外行文。
1983年6月20日，公安部决定，中华人民共和国北京边防检查站自即日起列入北京市公安局建制。
1983年9月10日，国务院批复同意公安部关于机构编制的请示。公安部下设办公厅、政策研究室、一局（对反革命侦察）、二局（内保）、三局（治安行政管理）、五局（刑事案件侦察）、六局（出入境、外国人管理）、八局（警卫）、十一局（计算机管理和监察）、十二局（科技）、十三局（预审）、对外联络办公室、计划财务局、教育局、外事局、老干部局。机关行政编制1200人。另保留公安部四局（边防）、七局（消防）、九局（中办警卫局）、十局（铁道部公安局）、十四局（交通部公安局）的序列。11月23日，中央组织部通知，同意公安部继续保留政治部。
1984年6月16日，公安部发出通知：民航公安局列入公安部序列，为公安部第十五局。1984年9月19日，公安部决定．部属一一二九研究所改为第一研究所；一二六研究所改为第二研究所；八七六研究所改为第三研究所。第三研究所在上海，由公安部和上海市公安局双重领导，以部领导为主。1986年8月22日，经国务院批准，公安部成立公共安全研究所，列为第四研究所。
1986年8月26日，公安部发出《关于设立公安部法规局的通知》，决定把公安部法律政策研究室改为法规局。
1986年10月7日，国务院发布《国务院关于改革道路交通管理体制的通知》（国发〔1986〕94号），决定实行由公安机关统一负责全国道路交通的管理体制，将原由交通部承担的除公路通行费收费管理以外的道路交通管理职责划归公安部。公安机关对全国城乡道路交通依法管理，包括交通安全宣传教育、交通指挥、维护交通秩序、处理交通事故和车辆检验、驾驶员考核与发牌发证、路障管理以及交通标志、标线等安全设施的设置与管理等。任何单位和个人未经公安机关批准，不准占用道路摆摊设点、停放车辆、堆物作业、违章建筑和搞集市贸易等。未经公安机关批准，公安机关以外的其他部门不准在道路上设置检查站拦截、检查车辆。同时，农村拖拉机由公安部、交通部、农业部三部门联合管理改为由公安部、农业部两部门管理。1986年10月17日，公安部印发《公安部关于贯彻执行〈国务院关于改革道路交通管理体制的通知〉几点要求的通知》（〔86〕公发30号），规定交通监理机构人员（除专职征收养路费的人员外）、经费、资产成建制划归公安机关。组建交通警察队伍，承担道路交通安全管理指挥、交通事故侦查职能。各级公安机关设立交通管理处（科），对外称交通警察总队（支队、大队）。1986年12月29日，公安部成立交通管理局。
1986年10月31日，公安部计划财务局改名为综合局。
1989年3月5日，公安部发出《关于印发公安部“三定”方案的通知》。为便于工作，公安部各局、司重新编排序号如下：政治保卫局为一局，经济文化保卫局为二局，治安管理局为三局，边防管理局为四局，刑事侦察局为五局，出入境管理局为六局，消防局为七局，警卫局为八局，中央办公厅警卫局为九局，铁道部公安局为十局，计算机管理监察司为十一局，科技司为十二局，预审局为十三局，交通部公安局为十四局，民航局公安局为十五局，林业部公安局为十六局，交通安全管理局为十七局，法制司为十八局，外事局为十九局，计划装备司为二十局，机关事务管理司为二十一局。上述各司的序列号只在公安机关内部使用。办公厅、政治部不排序列号。拉照“三定”方案和统一规定，公安部还设置中共公安部纪律检查委员会、部直属机关党委、监察局、审计室、老干部局。
1990年5月18日，公安部发出通知，经中共中央批准，中共公安部委员会已正式成立，自当日起启用“中国共产党公安部委员会”印章。
1990年12月15日，全国禁毒工作领导小组成立，领导小组组成人员为：组长王芳（国务委员），副组长顾林（妨）（公安部副部长）、席德华（国务院副秘书长）、胡熙明（卫生部副部长）、钱冠林（海关总署副署长）；成员（有关部门负责人）秦华孙、丰德沫、俞雷、范宝俊、佘孟孝、刘积斌、洪绂曾、刘广运、谷永江、金同珍、黄曙梅、徐惠滋、周玉书。全国禁毒工作领导小组对外称国家禁毒委员会，办公室设在公安部，办公室主任由俞雷兼任。
1991年11月22日，经中央机构编制委员会批准，公安部科技司的技术侦察工作划归新成立的技术侦察局。技术侦察局使用科技司的原序号为十二局。科技司不再排序列号。
1992年3月31日，由于公安部与交通部在交通及公路管理上产生了分歧和矛盾，中华人民共和国国务院办公厅印发《国务院办公厅关于交通部门在道路上设置检查站及高速公路管理问题的通知》（国办发〔1992〕16号），废止1986年国发〔1986〕94号文规定的“未经公安机关批准其他部门不得设置公路检查站”的条文，规定“今后交通部门在道路上设置检查站统一由省级人民政府审批，各有关部门都要支持地方政府行使这一权力”。决定将原属公安部的公路及公路设施的修建、养护和路政、运政管理及稽征等职责划归交通部，并恢复交通部所属路政、运政执法队伍。
1993年11月10日，由于此前公安部与交通部在道路交通管理分工等方面的分歧仍未解决，国务院秘书长罗干召集会议。会议达成《关于研究道路交通管理分工和地方交通公安机构干警评授警衔问题的会议纪要》（国阅〔1993〕204号），决定道路交通的安全立法、维护交通秩序、处理交通事故、车辆安全检查、驾驶员考核和发牌发证以及交通安全宣传教育等，由公安部门负责；公路的发展规划、科研设计、建设养护、规费征收、路政、运政及有关上述工作的法规建设等，由交通部门负责。原由公安部承担的汽车维修市场行业管理职责、客运线路和班次管理职责、公路标志标线设置和管理职责及经费划归交通部。
1994年5月12日，公安部部长办公会议审议通过了部机关各局内设机构的《三定方案》，公安部机关设19个职能局（含3个属武警现役编制的局）和政治部（4个局级机构），即：办公厅、政治保卫局（为便于工作该局在必要时可对外使公安部台港澳事务办公室的名义）、经济保卫局、文化保卫局、治安管理局、户政管理局、出入境管理局、边防管理局（武警现役编制）、刑事侦查局（承担「国际刑警组织中国中心局」的业务工作）、消防局（武警现役编制）、警卫局（武警现役编制）、计算机管理监察司、技术侦察局、预审局（管理秦城监狱）、交通管理局、法制司、外事司、计划财务司、科技司。政治部是公安部党委和行政领导主管政治工作的办事机构，内设：组织人事部（对外称「人事局」、保留政治部办公室印章）、教育训练部（对外称教育局）、宣传部（对外称宣传局）、直属工作部（机关党委办事机构）。公安部纪委与监察部派驻的监察局合署办公，在部党委领导下，按照有关规定履行公安系统纪律检查、监察工作。监察、审计和后勤、老干部服务机构及编制，按有关规定另行核定。铁道、交通、民航、林业部门的公安局和中办警卫局，仍列入公安部序列。
1994年1月22日，国务院发出《国务院批转公安部关于企业事业单位公安机构体制改革意见的通知》（国发〔1994〕19号），决定撤销全国企业公安机构，企业公安队伍整建制划转地方公安机关。高等学校公安、铁路公安、交通公安、民航公安、林业公安暂按原有体制管理，列入公安部序列，由行业部委与公安部双重领导，以行业部委为主。
1998年7月，北京、天津、上海、广州、深圳、珠海、厦门、海口、汕头9个城市成立了出入境边防检查总站，由公安部垂直领导。
1998年8月11日，根据《公安部职能配置、内设机构和人员编制规定》，改革后公安部的局级机构有：警务督察局（与纪委、监察局合署办公）、办公厅、政治部（暨人事训练局、宣传局）、政治安全保卫局（一局）、经济犯罪侦查局（二局）、治安管理局（三局）、边防管理局（四局）、刑事侦查局（五局）、出入境管理局（六局）、消防局（七局）、警卫局（八局）、公共信息网络安全监察局（十一局）、行动技术局（十二局）、监所管理局（十三局）、交通管理局（十七局）、 法制局（十八局）、外事局（十九局）、装备财务局（二十局）、禁毒局（二十一局）、科技局（二十二局）、信息通信中心（二十三局，对外、对下称信息通信局）、离退休干部局、机关服务中心、机关党委。中央办公厅警卫局（九局）、铁道部公安局（十局）、交通部公安局（十四局）、民航总局公安局（十五局）、国家林业局森林公安局（十六局），仍列入公安部序列。
1998年12月30日，根据国务院批准的组建缉私警察队伍的实施方案，走私犯罪侦查局纳入公安部编制机构序列，列为公安部第二十四局，印章从1999年1月1日起启用。2002年底，更名为“海关总署缉私局”
2002年3月5日，经中央机构编制委员会批准，公安部成立反恐怖局，列为二十七局。
2002年6月11日，经中央机构编制委员会办公室批准同意，在公安部纪委加挂“公安部审计局”的牌子，对外称“公安部审计局”。
2002年12月18日，中华人民共和国教育部、公安部印发《教育部、公安部关于加强高校安全保卫工作的通知》（教社政〔2002〕11号），决定高等学校公安系统不再实行双重领导，高校保卫处（科）不再承担高校内部治安案件警务侦查职能。高校公安派出机构民警不得参与非警务活动，高校也不得要求高校公安派出机构民警从事非警务活动。由属地公安机关在高等学校校园内设置公安派出所（按副科级设置），管理高等学校治安工作。高校公安派出机构党的关系实行由上级公安机关党委和高校党委双重领导，以上级公安机关为主的管理体制。高校公安派出机构的主要负责人的任免、奖惩、调动，由上级公安机关负责，征求高校党委意见。高校公安派出机构民警的人事、编制、工资关系由上级公安机关管理。
2009年10月，经中央批准，组建铁路公安局（十局），由国务院授权中国铁路总公司管理，列入公安部序列。撤销铁道部公安局（十局）。铁路公安局、铁路公安处及铁路公安所（队）从铁路运输企业中全部分离，一次性整体纳入国家司法管理体系，人员编制纳入国家政法专项编制，所需经费由各级财政保障，民警转为国家公务员，独立于铁路企业，行使国家公权力。
2010年，公安部机关服务中心调整为公安部警务保障局（二十五局）
2011年，根据中央编办《关于调整北京等七个职业制边防检查总站机构规格的批复》（中央编办复字〔2011〕54号），深圳边检总站等7个职业化边防检查总站规格由副厅级调整为正厅级，机构隶属关系和人员编制不变。
2013年7月9日，中办、国办公布《国家海洋局职能配置、内设机构和人员编制规定》。7月22日，重组后的国家海洋局和中国海警局正式挂牌，中国海警正式成立。原公安部边防管理局（四局）下属各海警支队从公安边防部队分离出去。
2016年初，经中央编办批准，公安部设立境外缉捕工作局，设在国家预防腐败局办公室。

### 深改时期

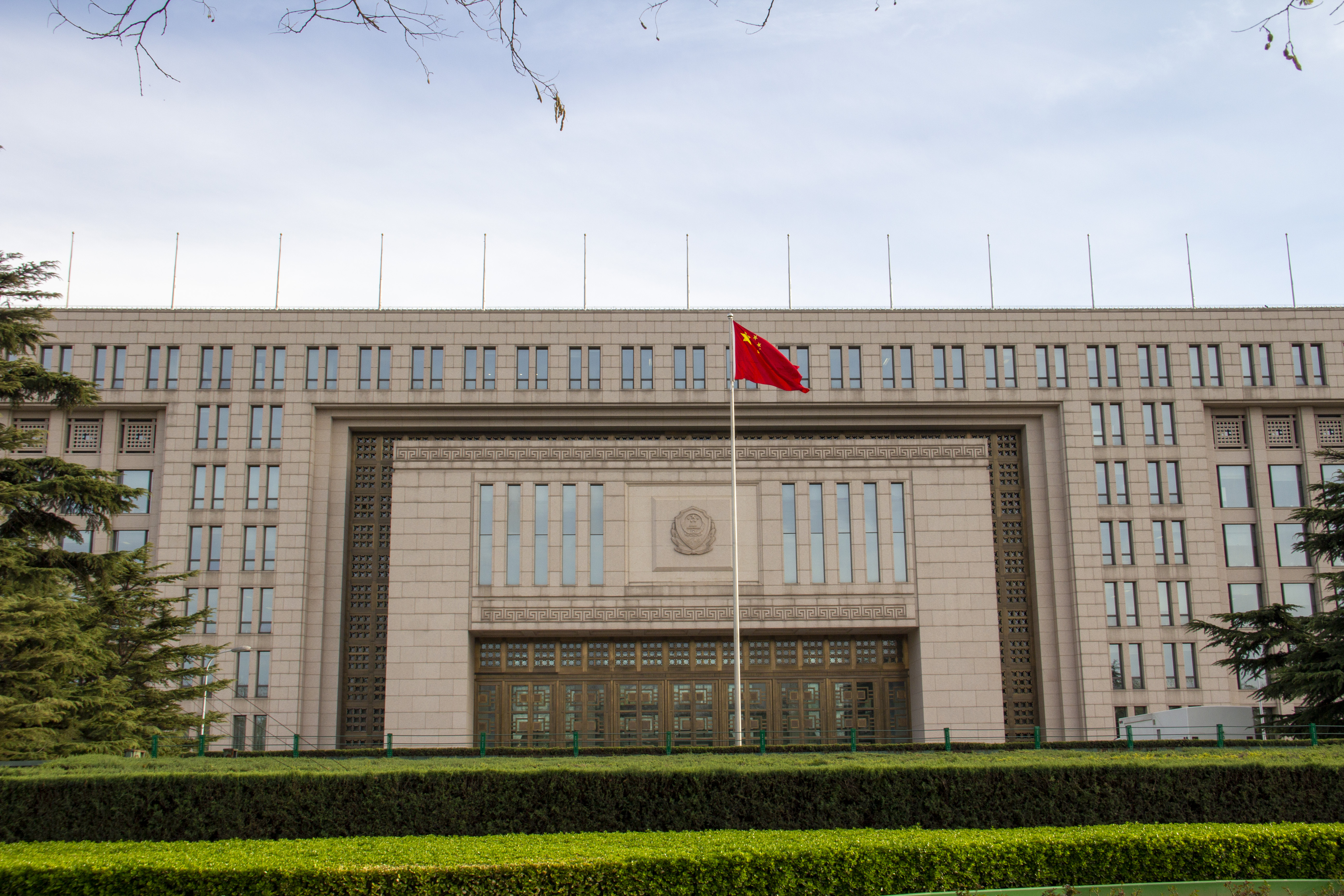
中华人民共和国公安部机关主楼与国旗台

2017年12月，中共中央印发《中共中央关于调整中国人民武装警察部队领导指挥体制的决定》，自2018年1月1日0时起，中国人民武装警察部队由中央军事委员会领导指挥，归中央军委建制，不再列国务院序列。
2018年3月17日，第十三届全国人民代表大会第一次会议通过了《第十三届全国人民代表大会第一次会议关于国务院机构改革方案的决定》，批准《国务院机构改革方案》。方案规定，原属公安部的消防管理职责移交中华人民共和国应急管理部、建设工程消防设计审查职责划归中华人民共和国住房和城乡建设部。改革后，组建应急管理部消防救援局，撤销公安部消防管理局（公安部七局）。同时中央防范和处理邪教问题领导小组及其办公室的职责划归中共中央政法委员会和公安部。
根据第十三届全国人民代表大会第一次会议批准的《国务院机构改革方案》，公安部边防管理局（公安部四局）、公安部出入境管理局（公安部六局）职责整合成立国家移民管理局，加挂中华人民共和国出入境管理局牌子，由公安部管理。2018年4月2日，国家移民管理局正式挂牌成立。在此次机构改革中，原公安边防部队各省级总队整体转隶并集体退出现役，调整组建省（区）出入境边防检查总站，加挂所在省（区）公安厅边境管理总队牌子，由国家移民管理局垂直管理。撤销汕头边检总站，下属单位划入深圳边检总站。改革后，国家移民管理局领导管理33个出入境边防检查总站。公安部出入境证件核心技术中心转隶国家移民管理局，更名为国家移民管理局出入境管理信息技术研究所，作为国家移民管理局直属事业单位。
2018年9月11日，中办、国办发出《中共中央办公厅、国务院办公厅关于印发〈国家林业和草原局职能配置、内设机构和人员编制规定〉的通知》（厅字〔2018〕66号），决定组建国家林业和草原局森林公安局（公安部十六局），撤销国家林业局森林公安局。
2018年12月，中办、国办印发《行业公安机关管理体制调整工作方案》，按照“警是警、政是政、企是企”的要求，将铁路公安、森林公安、交通公安由双重领导调整为公安部领导；海关缉私公安和民航公安实行双重领导，以公安部领导为主。铁路公安和海关缉私公安实行公安部垂直领导。除长江航运公安局和首都机场公安局直接归属公安部领导外，其余交通公安、民航公安队伍交由省级公安厅（局）管理领导。2018年12月28日，中央政法委召开行业公安机关管理体制调整工作部署会议。
2019年1月1日，根据公安现役部队改革方案，原公安警卫部队举行集体换装入警宣誓仪式。改革后，公安部组建公安部特勤局（公安部八局），撤销公安部警卫局（公安部八局）。
2019年2月27日，中办、国办印发《公安部职能配置、内设机构和人员编制规定》。决定组建公安部食品药品犯罪侦查局（公安部七局），承担食品药品、知识产权、生态环境、森林草原、生物安全案件侦查职能，撤销国家林业和草原局森林公安局（公安部十六局），森林公安队伍成建制划转省级公安厅（局）。组建公安部铁路公安局（公安部十局），撤销铁路公安局（公安部十局），铁路公安系统不再实行双重领导，铁路公安队伍由公安部垂直领导。公安部行动技术局更名为公安部技术侦察局（公安部十二局）。撤销交通运输部公安局（公安部十四局），长江航运公安局调整为公安部直属，其他港口航运公安划转地方公安机关管理。中国民用航空局公安局（公安部十五局）实行公安部与中国民航局双重领导，以公安部领导为主。海关总署缉私局序列号由公安部二十四局改为十四局，实行公安部与海关总署双重领导，以公安部领导为主。公安部警务保障局序列号由公安部二十五局改为十六局。公安部反邪教局序列号由公安部二十六局改为四局。公安部反恐怖局序列号由公安部二十七局改为六局。组建公安部新闻宣传局，撤销公安部宣传局、公安部办公厅新闻中心。组建公安部科技信息化局，撤销公安部科技局（公安部二十二局）、公安部信息通信局（公安部二十三局）。组建公安部督察审计局，撤销公安部警务督察局、公安部审计局。以公安部办公厅指挥中心为基础，组建公安部情报指挥中心，不排序列号。组建公安部巡视工作领导小组办公室，不排序列号。组建金盾影视文化中心，作为公安部直属事业单位。南京森林警察学院不再接受国家林业和草原局管理领导，转隶公安部，作为公安部直属高等学校。
2019年9月27日，中办、国办印发《中共中央办公厅、国务院办公厅关于印发铁路、交通港航、森林、民航公安机关和海关缉私部门管理体制调整工作实施方案的通知》，决定在海关缉私局、铁路公安局、民航公安局实行派驻制，批准将航运港口海事公安管理职责划归公安部治安管理局。
2020年8月31日，根据国家发展改革委《关于全面推开行业协会商会与行政机关脱钩改革的实施意见》（发改体改〔2019〕1063号）、《关于做好全面推开全国性行业协会商会与行政机关脱钩改革工作的通知》（联组办〔2019〕2号），原由公安部主管的中国道路交通安全协会、中国安全防范产品行业协会等2家行业协会（商会）与公安部分离，依法直接登记、独立运行，剥离行政职能，不再设置业务主管单位。取消对其直接财政拨款，通过政府购买服务等方式支持其发展。
2022年6月25日，中華人民共和國公安部部署全国公安机关夏季治安打击整治“百日行动”，主要打击违法犯罪、社会治安问题。公安部表示截至7月底，抓获违法犯罪嫌疑人8.9万人。截至9月14日，各级公安禁毒部门共破获毒品犯罪案件8657起，抓获毒品犯罪嫌疑人12655名，缴获各类毒品5.19吨，查处吸毒人员3.8万人次。
2023年，铁道警察学院更名为郑州警察学院，南京森林警察学院更名为南京警察学院。

## 职责
根据《公安部职能配置、内设机构和人员编制规定》，公安部承担下列职能：
1. 拟订公安工作方针、政策，起草有关法律法规草案，部署、指导、监督、检查全国公安工作。
2. 掌握影响社会稳定、危害社会治安等情况，分析形势，制定对策。
3. 组织指导公安机关侦查工作，协调侦办重大刑事犯罪等案件。组织指导公安机关侦办食品药品、知识产权、生态环境、森林草原、生物安全等领域犯罪案件。负责侦办涉及全国的证券、期货等金融犯罪案件，协调地方公安机关参与此类案件的侦办工作。
4. 负责治安管理工作。协调处置重大治安事故和群体性事件，指导、监督地方公安机关依法查处破坏社会治安秩序行为，依法开展治安行政管理、防火和危险化学品管理工作，指导、监督地方公安机关治安保卫工作。
5. 负责全国道路交通安全管理工作。指导、监督地方公安机关维护道路交通安全、道路交通秩序以及开展机动车辆（不含拖拉机）、驾驶人管理工作。
6. 实施并指导、监督地方公安机关对公共信息网络的安全保护工作，负责信息安全等级保护工作的监督、检查、指导。
7. 组织、指导、协调对恐怖活动的防范、侦察和打击工作。
8. 组织、指导、协调禁毒工作。
9. 负责铁路治安保卫和铁路专运、特运的安全警卫工作，指导港航治安保卫工作。
10. 指导、监督地方公安机关依法承担的执行刑罚工作，指导、监督地方公安机关看守所、拘留所、强制隔离戒毒所的管理工作。
11. 负责有关党和国家领导人以及重要外宾的安全警卫工作。
12. 组织实施公安科学技术工作，规划公安机关的指挥系统、大数据技术、刑事技术建设。
13. 拟订公安机关警务被装配备标准、制度，参与拟订公安机关装备和经费标准，拟订管理制度。负责并统一领导全国警用航空器运行、安全和管理工作。
14. 组织开展与国际刑警组织、外国警方及港澳台警方的交往与业务合作，履行与公安工作有关的国际条约和合作协议。承担公安机关跨国（境）案件侦办协作工作。管理常备维和警队。
15. 拟订公安队伍建设的方针、政策，按规定权限管理干部。拟订公安队伍监督管理工作制度，组织、指导公安机关督察工作，按规定权限实施对干部的监督，查处或督办公安队伍重大违纪案件，指导公安队伍思想政治建设和工作作风建设。
16. 管理国家移民管理局（中华人民共和国出入境管理局）。
17. 完成党中央、国务院交办的其他任务。

## 机构设置
1989年3月5日，公安部发出《关于印发公安部“三定”方案的通知》。为便于工作，公安部各局、司重新编排序号，如公安部一局、公安部二局等。上述各司局的序列号只在公安机关内部使用。办公厅、政治部等不排序列号。
根据2019年7月的《公安部职能配置、内设机构和人员编制规定》，公安部设置下列机构：

### 内设机构
- 办公厅
- 情报指挥中心
- 研究室
- 督察审计局
- 人事训练局
- 新闻宣传局
- 政治安全保卫局（一局）
- 经济犯罪侦查局（二局）
- 治安管理局（三局）
- 防范和处理邪教犯罪工作局（四局）
- 刑事侦查局（五局）
- 反恐怖局（六局）
- 食品药品犯罪侦查局（七局）
- 特勤局（八局）
- 中央警卫局（九局）[註 1]
- 铁路公安局（十局）
- 网络安全保卫局（十一局）
- 技术侦察局（十二局）
- 监所管理局（十三局）[註 2]
- 海关总署缉私局（十四局）[註 3]
- 中国民用航空局公安局（十五局）[註 4]
- 警务保障局（十六局）
- 交通管理局（十七局）
- 法制局（十八局）
- 国际合作局（国际刑警组织中国国家中心局）（十九局）
- 装备财务局（二十局）
- 禁毒局（二十一局）
- 科技信息化局（二十二局）
- 政治部（副部级）
- 巡视工作领导小组办公室
- 机关党委
- 直属机关纪委
- 离退休干部局

公安部经济犯罪侦查局与公安部证券犯罪侦查局合署办公。公安部境外缉捕工作局设在中央纪委国家监委国际合作局（中央反腐败协调小组国际追逃追赃工作办公室），接受中央反腐败协调小组统一领导。公安部政治部日常工作由督察审计局、人事训练局、新闻宣传局等承担。

### 公安部管理的国家局
- 国家移民管理局（副部级）

### 直属机构
- 长江航运公安局（副司局级）
- 首都机场公安局[30]

### 派出机构
- 各驻外大使馆（总领事馆）警务联络机构
- 中央人民政府驻香港特别行政区联络办公室警务联络部
- 中央人民政府驻澳门特别行政区联络办公室警务联络部
- 中国赴所罗门群岛警务顾问组

### 直属事业单位
- 公安部网络技术研发中心
- 公安部禁毒情报技术中心
- 公安部信息通信中心
- 公安部物证鉴定中心
- 公安部情报中心
- 公安部居民身份证密钥管理中心
- 公安部第一研究所
- 公安部第三研究所
- 公安部科学技术信息研究所
- 中国国家犯罪信息中心
- 公安部机关服务中心（公安部机关服务局）
- 公安部道路交通安全研究中心
- 公安部户政管理研究中心
- 公安部互联网违法犯罪信息中心
- 《人民公安报》社
- 群众出版社
- 金盾影视文化中心
- 《啄木鸟》杂志社
- 公安部幼儿园
- 公安部交通管理科学研究所
- 公安部警用装备采购中心
- 公安部警用装备物资储备中心
- 公安部光盘生产源鉴定中心
- 公安部昆明警犬基地
- 公安部南昌警犬基地
- 公安部南京警犬研究所
- 公安部警犬技术学校
- 公安部北戴河招待所
- 公安部防范电信网络诈骗信息监控中心
- 公安部新闻传媒中心
- 公安部大数据中心
- 公安部特勤战备保障中心
- 公安部考试中心

直属高等学校
- 中国人民公安大学（公安部高级警官学院）
- 中国人民警察大学（公安部国际执法合作学院、中国维和警察培训中心）
- 中国刑事警察学院（公安部人民警察干部学校）
- 郑州警察学院
- 南京警察学院

### 直属企业单位
- 中国安全防伪证件研制中心
- 中国京安进出口公司

### 主管社会团体
- 中国公安民警英烈基金会
- 中国公安体育协会

### 业务指导单位
省、自治区公安厅厅长，直辖市公安局局长由本级人民政府任命，报公安部批准。
- 北京市公安局
- 天津市公安局
- 河北省公安厅
- 山西省公安厅
- 内蒙古自治区公安厅
- 辽宁省公安厅
- 吉林省公安厅
- 黑龙江省公安厅
- 上海市公安局
- 江苏省公安厅
- 浙江省公安厅
- 安徽省公安厅
- 福建省公安厅
- 江西省公安厅
- 山东省公安厅
- 河南省公安厅
- 湖北省公安厅
- 湖南省公安厅
- 广东省公安厅
- 广西壮族自治区公安厅
- 海南省公安厅
- 重庆市公安局
- 四川省公安厅
- 贵州省公安厅
- 云南省公安厅
- 西藏自治区公安厅
- 陕西省公安厅
- 甘肃省公安厅
- 青海省公安厅
- 宁夏回族自治区公安厅
- 新疆维吾尔自治区公安厅
- 新疆生产建设兵团公安局

## 历任领导
| 部长 - 罗瑞卿 公安军大将（1949年10月15日－1954年9月29日，中央人民政府公安部部长；政务院政务委员兼，兼北京市公安局局长） - 罗瑞卿 公安军大将（1954年9月29日－1959年9月17日） - 谢富治 上将（1959年9月17日－1970年6月，中共中央政治局候补委员、中央书记处书记、国务院副总理兼，兼北京市革委会主任、北京军区政委、北京卫戍区第一政委） - 李 震（1970年6月－1973年10月21日；公安部革命委员会主任） - 华国锋（1973年10月－1977年3月，中共中央政治局委员、国务院副总理兼；1976年起为中共中央主席、国务院总理、中共中央军委主席兼） - 赵苍壁（1977年3月－1983年6月20日，兼武警部队政委） - 刘复之（1983年6月20日－1985年9月6日，兼武警部队第一政委） - 阮崇武（1985年9月6日－1987年4月11日，兼武警部队第一政委） - 王 芳（1987年4月11日－1990年12月28日，兼武警部队第一政委） - 陶驷驹 总警监（1990年12月28日－1998年3月18日，兼武警部队第一政委） - 贾春旺 总警监（1998年3月18日－2002年12月28日，兼武警部队第一政委） - 周永康 总警监（2002年12月28日－2007年10月28日，中央政治局委员、中央书记处书记、国务委员兼，兼武警部队第一政委） - 孟建柱 总警监（2007年10月28日－2012年12月28日，国务委员兼，兼武警部队第一政委） - 郭声琨 总警监（2012年12月28日－2017年11月4日，国务委员兼，兼武警部队第一政委） - 赵克志 总警监（2017年11月4日－2022年6月24日，国务委员兼） - 王小洪 总警监（2022年6月24日－，中央书记处书记、国务委员兼） | 党委书记 - 罗瑞卿（1950年1月－1959年9月，公安部党组小组书记、党组书记） - 谢富治（1959年9月－1970年6月，公安部党组书记） - 李 震（1970年6月－1975年1月，公安部核心小组组长） - 华国锋（1975年1月－1977年3月，公安部核心小组组长） - 赵苍壁（1977年9月－1983年4月，公安部党组书记） - 刘复之（1983年4月－1985年8月，公安部党组书记） - 阮崇武（1985年8月－1987年3月，公安部党组书记） - 王 芳（1987年3月－1988年7月，公安部党组书记） - 王 芳（1988年7月－1990年11月） - 陶驷驹（1990年11月－1997年9月） - 贾春旺（1998年－2002年） - 周永康（2002年－2007年） - 孟建柱（2007年－2012年） - 郭声琨（2012年－2017年） - 赵克志（2017年－2021年11月） - 王小洪（2021年11月－） |

| 分管日常工作的副部长（常务副部长） - 杨奇清（1949年1月—1952年4月，中央人民政府公安部常务副部长） - 徐子荣（1952年4月—1954年9月，中央人民政府公安部常务副部长） - 徐子荣（1954年9月—1966年） - 李 震（1966年9月3日—1970年6月22日） - 顾林昉 总警监（1988年5月—1993年3月，正部长级） - 田期玉 副总警监（2003年1月—2005年3月28日，正部长级） - 白景富 副总警监（2005年3月—2008年7月，正部长级） - 杨焕宁 副总警监（2008年6月9日—2015年10月，正部长级） - 傅政华 副总警监（2016年5月—2018年3月，正部长级） - 王小洪 副总警监（2018年3月—2022年6月，正部长级） - 亓延军 副总警监（2023年10月12日－，正部长级，兼督察长） | 党委副书记 - 杨奇清（1951年10月—1952年4月，中央人民政府公安部党组小组副书记） - 徐子荣（1952年4月—1954年9月，中央人民政府公安部党组小组副书记） - 徐子荣（1954年9月—1967年，公安部党组小组副书记、党组副书记） - 于 桑（1970年6月—1982年5月，公安部核心小组副组长，1977年9月改为部党组副书记） - 曾 威（1970年6月—1975年1月，公安部核心小组副组长） - 杨奇清（1975年1月—1978年11月，公安部核心小组副组长，1977年9月改为部党组副书记） - 严佑民（1975年1月—1976年10月，公安部核心小组副组长） - 凌 云（1975年1月—1983年4月，公安部核心小组副组长，1977年9月改为部党组副书记） - 王文同（1982年6月—1986年3月，公安部党组副书记） - 李广祥（1983年7月—1986年3月，公安部党组副书记） - 陶驷驹（1990年4月—1990年11月） - 顾林昉（1990年4月—1993年3月） - 田期玉（1992年4月—2005年3月） - 白景富（1993年12月—2008年7月） - 杨焕宁（2008年6月9日—2015年10月） - 傅政华（2015年9月—2018年3月） - 王小洪（2018年3月—2021年11月） - 亓延军（2023年10月－） |

| 副部长 - 陈龙（1952年4月—1954年9月，中央人民政府公安部副部长） - 陈龙（1954年9月—1958年1月） - 杨奇清（1954年11月—1966年5月，1975年1月—1978年11月） - 许建国（1954年11月—1958年5月） - 汪金祥（1954年11月—1967年，1976年1月—1977年） - 周兴（1954年11月—1958年2月） - 王昭（1954年11月—1961年4月，兼政治部主任） - 汪东兴（1955年12月—1959年1月，1960年12月—1970年6月） - 梁国斌（1958年2月—1964年9月） - 李天焕（1959年1月—1964年9月） - 王近山（1960年7月—1963年3月） - 刘复之（1964年2月—1967年，1976年1月—1977年） - 凌云（1964年2月—1966年5月，1975年1月—1983年5月） - 严佑民（1964年9月—1965年7月，1975年1月—1976年1月） - 于桑（1964年9月—1970年6月，1975年1月—1982年6月） - 杨奇清（1966年5月—1967年） - 于桑（1970年6月—1973年，公安部革命委员会副主任） - 曾威（1970年6月—1975年1月，公安部革命委员会副主任） - 施义之（1970年6月—1975年1月，公安部革命委员会副主任） - 赵登程（1970年6月—1975年1月，公安部革命委员会副主任） - 刘复之（1975年1月—1976年1月） - 黄庆熙（1975年1月—1978年8月） - 席国光（1977年9月—1982年6月） - 吕剑光（1977年9月—1982年5月） - 高文礼（1977年9月—1982年5月） - 李广祥（1978年12月—1986年3月） - 王文同（1982年6月—1986年3月） - 惠平（1982年6月—1983年7月） - 俞雷（1983年7月—1993年4月） - 胡之光（1984年12月—1991年9月） - 白景富 副总警监（1991年9月—？） - 蒋先进 副总警监（1991年9月—1995年12月19日） - 田期玉 副总警监（1992年5月9日—2005年3月28日） - 牟新生 副总警监（1993年4月16日—1998年11月；2000年6月—2001年3月31日） - 李纪周 副总警监（1995年12月19日—1998年12月17日） - 赵永吉 副总警监（1999年5月12日—2005年3月28日） - 罗锋 副总警监（1999年5月12日—2004年4月25日） - 刘京 副总警监（2000年1月—2011年1月15日，正部长级） - 杨焕宁 副总警监（2001年1月13日—2005年1月27日） - 孟宏伟 副总警监（2004年4月25日—2018年10月7日） - 刘金国 副总警监（2005年3月28日—2015年3月31日） - 张新枫 副总警监（2005年3月28日—2016年3月） - 刘德 副总警监（2005年3月28日—2010年8月14日） - 陈智敏 副总警监（2009年8月26日—2017年5月16日） - 李东生 副总警监（2009年1月—2013年12月20日，正部长级） - 黄明 副总警监（2009年8月26日—2018年3月22日） - 李伟 副总警监（2013年5月30日—2018年7月28日） - 刘彦平 副总警监（2013年5月30日—2015年5月11日） - 傅政华 副总警监（2013年8月9日—2018年3月23日） - 孟庆丰 副总警监（2015年6月23日—2020年5月31日） - 王小洪 副总警监（2016年5月13日—2022年6月） - 侍俊 副总警监（2017年5月16日—2018年9月10日） - 孙力军 副总警监（2018年3月23日—2020年4月29日） - 许甘露 副总警监（2018年4月4日－2025年4月16日） - 杜航伟 副总警监（2018年7月28日—2023年4月） - 林锐 副总警监（2018年10月23日—2022年5月） - 刘钊 副总警监（2020年7月10日－2023年9月13日） - 陈思源 副总警监（2021年6月29日－2025年7月9日） - 孙茂利 副总警监（2022年8月17日－2025年7月9日） - 徐大彤 副总警监（2023年4月4日－） - 王志忠 副总警监（2023年6月26日－，兼特勤局局长至2025年7月，2025年4月起兼国家移民管理局局长） - 杨维林 副总警监（2025年7月9日－） - 凌志峰 副总警监（2025年7月21日－，兼政治部主任、特勤局局长） | 政治部主任 - 王昭（1953年3月—1961年4月） …… - 冯延 副总警监（2020年9月－2023年3月） - 凌志峰 副总警监（2023年3月—，2025年7月起为副部长兼、兼特勤局局长） 反恐专员 - 刘跃进 副总警监（2015年3月—2020年6月，副部长级） - 岳修虎 副总警监（2024年6月—，副部长级） 部长助理 - 李纪周 一级警监（1994年—1995年12月19日） - 朱恩涛 一级警监（1996年—1998年） - 郑少东 一级警监（2005年4月—2009年1月12日） - 孙永波 一级警监（2005年12月—2007年6月） - 陈智敏 一级警监（2005年3月—2009年8月26日） - 黄明 一级警监（2008年11月—2009年8月26日） - 孟庆丰 一级警监（2014年10月28日—2015年6月23日） - 刘跃进 一级警监（2014年10月28日—2015年12月9日） - 王俭 一级警监（2014年10月28日—2018年6月18日） - 林锐 一级警监（2018年6月18日—2018年10月23日） - 聂福如 一级警监（2018年9月—2020年6月25日） - 陈思源 一级警监（2019年8月15日—2021年6月26日） - 刘忠义 一级警监 （2024年3月—，兼五局（刑事侦查局）局长） - 胡彬郴 一级警监 （2024年3月28日—2025年5月29日） |

## 驻部纪检监察组
中央纪律检查委员会国家监察委员会驻公安部纪检监察组，简称中央纪委国家监委驻公安部纪检监察组，是中国共产党中央纪律检查委员会、中华人民共和国国家监察委员会的派驻中华人民共和国公安部的纪检监察机构。

### 沿革
文革前，设有中央监察委员会驻公安部监察组，是中央监察委员会派驻机构。1980年代，设立监察部驻公安部监察局，后与中国共产党公安部纪律检查委员会（简称公安部纪委）、中国共产党公安部机关纪律检查委员会（简称公安部机关纪委）合署办公。2016年1月，中央纪委驻公安部纪检组正式成立，公安部纪委和监察部驻公安部监察局不再保留，人员整体划转至中央纪委驻公安部纪检组。这标志着多年来实行的公安部纪委、驻部监察局和公安部机关纪委三块牌子、一套人马合署办公的公安部纪检工作体制正式结束。2018年，中央纪委驻公安部纪检组改为中央纪委国家监委驻公安部纪检监察组。

### 历任领导
组长
……
- 任爱荣 副总警监 （2022年9月—）